# Trichosteleum fissum
Trichosteleum fissum là một loài rêu trong họ Sematophyllaceae. Loài này được Mitt. mô tả khoa học đầu tiên năm 1868.